# Erwin Kopp
Erwin Kopp (* 3. Juli 1877 in Berlin; † 24. April 1928 ebenda) war ein deutscher Schauspieler, Hörspielsprecher und Theaterregisseur.

## Leben und Wirken
Kopp begann seine Theaterlaufbahn kurz vor der Jahrhundertwende und trat zunächst an kleinen und unbedeutenden Bühnen auf. Sein Rollenfach war anfänglich das des Charakterliebhabers, bald aber auch das des Charakterkomikers. Seit Beginn des 20. Jahrhunderts wirkte Kopp an Theaterbühnen in Greiz, Liegnitz, Stuttgart und Riga, wo er auch als Regisseur arbeiten konnte. Anschließend fand er Verpflichtungen an das Märkische Landestheater sowie das Berliner Schiller-Theater und das Deutsche Theater Berlin unter der Leitung von Max Reinhardt. Während des Ersten Weltkriegs trat Erwin Kopp auch an dem Fronttheater im deutsch besetzten Lille sowie in Saarbrücken auf. Nach Kriegsende wieder zurück in der Hauptstadt, sah man Kopp mit tragenden Rollen wie dem Riccaut in Lessings Minna von Barnhelm und dem Polonius in Shakespeares Hamlet an zahlreichen Berliner Bühnen. Sporadisch nahm er in dieser Zeit auch kleine Filmrollen in Inszenierungen bekannter Regisseure wie Ernst Lubitsch und Wilhelm Prager an.

## Filmografie
- 1918: Der Hund als Blindenführer
- 1921: Die Bergkatze
- 1921: Tischlein deck dich, Eselein streck dich, Knüppel aus dem Sack
- 1924: Die Radio-Heirat
- 1925: Leichtsinn und Liebe

## Hörspiele
Von 1925 bis Ende 1927 war er bei der  Funk-Stunde Berlin an mindestens 60 Hörspielproduktionen als Sprecher beteiligt. Eine genaue Übersicht kann der ARD-Hörspieldatenbank entnommen werden.